# Karol Teliga
Karol Boromeusz Teliga (ur. 30 października 1808 w Bielinach, zm. 9 marca 1884 w Krakowie), polski duchowny katolicki, teolog, profesor i rektor Uniwersytetu Jagiellońskiego.

## Życiorys

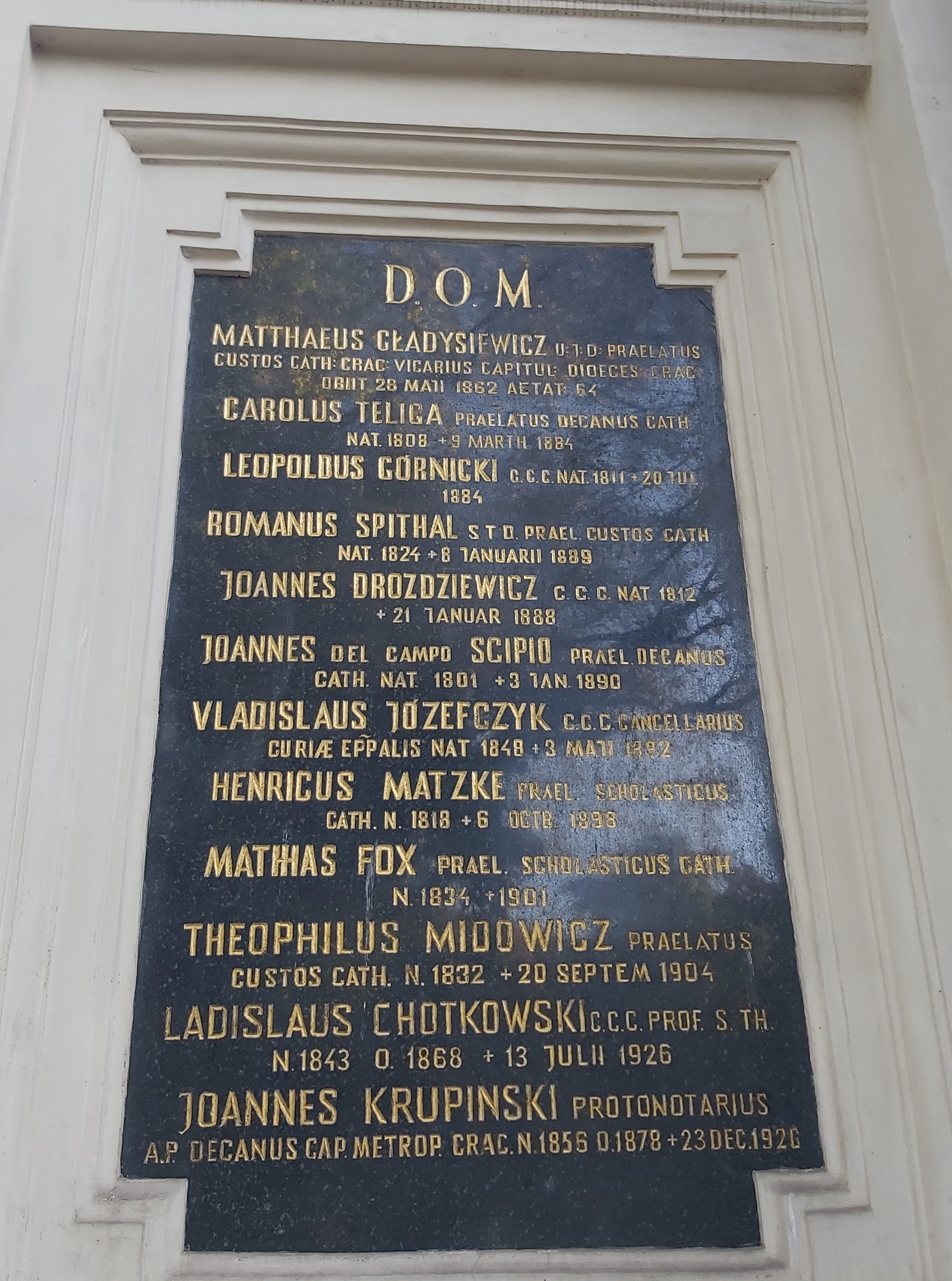
Płyta nagrobkowa z Cmentarza Rakowickiego - Karol Teliga

Urodził się i dorastał w rodzinie Józefa i Marianny (domo Iwan) Teligów w podkieleckich Bielinach. Jego ojciec był młynarzem, tak jak dziadek Tomasz Teliga i pradziadowie z rodziny Zawadów. Jako dzierżawcy młyna Teligowie należeli do osób zamożnych, co jednak nie zwalniało ich z odrabiania pańszczyzny na rzecz folwarku biskupiego w Bielinach. Wysokie dochody pozwalały na utrzymanie licznej, liczącej ośmioro dzieci rodziny (synowie: Franciszek, Jan Kanty Andrzej, Karol, Ignacy, Paweł, Józef Jan i córki: Róża Marianna i Zuzanna) oraz wykształcenie i odpowiednie zaopatrzenie opuszczających rodzinne gniazdo dzieci. Dwóch synów wstąpiło do stanu duchownego. Trzeci syn, Ignacy, rozpoczął studia medyczne na Uniwersytecie Warszawskim, ale nie ukończył ich – z powodu udziału w powstaniu listopadowym wyjechał do Galicji. Starszą córkę Różę Mariannę wydano za bielińskiego organistę Grzegorza Nowakowskiego, w późniejszych latach również młynarza w pobliskim Belnie. Andrzej Jan Kanty Teliga (pradziadek żeglarza Leonida Teligi) ożenił się z Ludmiłą Domicellą Kwiatkowską, wnuczką ostatniego biskupiego starosty kieleckiego Jakuba Jaworskiego, a więc szlachcianką i córką dzierżawców z Kakonina. Spadkobiercą dochodowego przedsięwzięcia młynarskiego nad Belnianką został najmłodszy z braci Józef. Przejął on osadę młynarską po ojcu, ożenił się z Wiktorią z Otrębińskich i miał ośmioro dzieci. Karol Teliga był w 1846 roku chrzestnym jednej z młynarskich córek – Walerii Teodory.
Karol Teliga szkołę średnią skończył w Kielcach, we wrześniu 1827 rozpoczął studia na Wydziale Teologicznym Uniwersytetu Warszawskiego (kształcił się zarazem w warszawskim Seminarium Duchownym), studia uniwersyteckie przerwało Telidze powstanie listopadowe. Po otrzymaniu święceń kapłańskich w 1832 został proboszczem w rodzinnych Bielinach; rok później przeniósł się do Sandomierza, gdzie był profesorem, wiceregensem i wreszcie rektorem miejscowego seminarium duchownego (do 1838).
10 listopada  1835 uzyskał doktorat teologii na Uniwersytecie Jagiellońskim. 30 października 1837 został mianowany profesorem historii Kościoła na Wydziale Teologicznym tej uczelni, od roku akademickiego 1839/1840 wykładał także patrystykę. Dwukrotnie pełnił funkcję dziekana Wydziału Teologicznego (1841/1842, 1860-1863), trzykrotnie - rektora Uniwersytetu Jagiellońskiego (1863/1864, 1867/1868, 1871/1872). Sprawował też funkcje kościelne; był kanonikiem katedralnym, od 1858 proboszczem kolegiaty św. Floriana, a w 1862 przez sześć miesięcy administrował diecezją krakowską (w latach 1851–1879 nie powołano pełnoprawnego biskupa krakowskiego). W 1869 roku otrzymał godność dziekana kapituły krakowskiej.
Jako rektor Uniwersytetu zasiadał w Sejmie galicyjskim. Był członkiem Krakowskiego Towarzystwa Naukowego; po utworzeniu Akademii Umiejętności w grudniu 1872 został jej członkiem nadzwyczajnym, podobnie jak wszyscy członkowie Krakowskiego Towarzystwa Naukowego, których nie wybrano na członków zwyczajnych nowej instytucji. Należał także do Rzymskiej Akademii dla Sztuk i Umiejętności oraz był protektorem krakowskiego Towarzystwa Dobroczynności.
Drukiem ogłosił Kazanie świętalne na pamiątkę pięciusetlecia rocznicy założenia Uniwersytetu Krakowskiego (1864) i O stosunkach między probostwem kościoła św. Floriana a szkołą przy tym kościele i Uniwersytetem Jagiellońskim (1868). Pochowany został w grobowcu Kanoników na cmentarzu Rakowickim w Krakowie.
W 2004 roku z inicjatywy prezesa Towarzystwa Przyjaciół Bielin - Sławomira Jóźwika utworzono Fundusz Stypendialny imienia Jego Magnificencji Księdza Profesora Karola Teligi dla wybitnie uzdolnionej młodzieży z gminy Bieliny. Stypendium otrzymuje co roku kilkunastu uczniów i absolwentów szkół podstawowych i gimnazjum.